# Вайчкус, Юозас Ионасович
Юо́зас Иона́сович Ва́йчкус (лит. Juozas Vaičkus; 16 апреля 1885, Ковенская губерния, Российская империя — 7 апреля 1935, Каунас, Литовская Республика) — литовский театральный деятель, режиссёр, педагог. Создатель литовского профессионального театра.

## Биография
В 1905 году создал в Петербурге передвижную любительскую театральную труппу, с которой гастролировал в Литве до 1914 года. В 1916 окончил юридический факультет Санкт-Петербургского университета и студию Александрийского театра. В том же году создал литовскую драматическую студию, ставшую основой первого профессионального литовского театра, которая в 1917—1918 годах ставила спектакли в Петрограде. С 1918 года театр работал в Вильнюсе, с 1919 г. — в Каунасе.
В 1920 на основе этого коллектива был создан Каунасский драматический театр общества «Творцов искусства» (в 1922 году преобразован в Государственный театр), в котором Ю. Ва́йчкус работал режиссёром.
В 1923—1932 годах Ю. Ва́йчкус жил в США. В 1923—1928 годах работал с американскими литовцами. В Бруклине, Нью-Йорк, основал драматическую студию, поставил на сцене более 75 литовских пьес, пробовал свои силы в Голливуде.
В 1932 вернулся на родину, поселился в Каунасе. Работал в кино, снял документальный фильм о поэте Майронисе (1932). Создал литовскую продюсерскую компанию «Lietfilmas».
Творчество Ю. Ва́йчкуса отмечено реалистическими тенденциями.
Скончался 7 апреля 1935 года. Похоронен в Каунасе на Эйгуляйском кладбище.

## Педагогическая деятельность
Занимался педагогической деятельностью. Среди его более 100 учеников — Викторас Динейка, Пятрас Кубертавичюс, Она Курмите-Мазуркявичене, Юозас Станулис. Позднее начали играть актёры Александрас Купстас, Юозас Лауцюс, Стасис Пилка, Она Римайте, Юозас Сипарис, Иполитас Твирбутас, Теофилия Другунайте-Вайчюнене, Антанина Вайнюнайте-Кубертавичене, Неле Восилюте-Дугуветене, Эляна Жалинкявичайте-Пятраускене.

## Избранные театральные постановки
- «Люди» Варгшаса (1918),
- «Голодные люди» Ясюкайтиса (1919),
- «Две дороги» Хейермансг (1919),
- «Строитель Сольнес» (1919) и «Привидения» (1920) Ибсена,
- «Блинда» Жямкальниса (1920),
- «Огни Ивановой ночи» Зудермана (1920) и др.
- Пьесы Толстого и Чехова.

## Память
- В 1975 г. на родине Юозаса Вайчкуса был открыт музей.
- В парке г. Мажейкяй в 1984 году была установлена скульптура Юозаса Вайчкуса (автор И. Мешкелевичюс).